# Carta de Jamaica
La Carta de Jamaica es un texto dictado por el político y militar Simón Bolívar a su secretario Pedro Briceño Méndez el 6 de septiembre de 1815 en Kingston, capital de la colonia británica de Jamaica, en respuesta a una misiva de Henry Cullen, un comerciante jamaiquino de origen británico residente en Falmouth, cerca de Montego Bay. En la carta, cuyo título era Contestación de un Americano Meridional a un caballero de esta isla, Bolívar expone las razones que provocaron la caída de la Segunda República de Venezuela en el contexto de la independencia de Venezuela. Bolívar pretendía atraer a Gran Bretaña y al resto de potencias europeas hacia la causa de los patriotas independentistas americanos.

## Ediciones
La edición en inglés de la carta se titula A friend y, en español, Un caballero de esta isla.[cita requerida] Se publicaron dos ediciones en inglés: en 1818 en The Jamaica Quarterly Journal and Literary Gazette y en 1825 en The Jamaica Journal and Kingston Chronicle. La primera publicación conocida de la Carta en español apareció impresa en 1833, en el volumen XXI, Apéndice, de la Colección de documentos relativos a la vida pública del Libertador, compilada por Francisco Javier Yánez y Cristóbal Mendoza.
El original más antiguo que se conocía era el manuscrito borrador de la versión inglesa conservado en el Archivo General de la Nación (Bogotá), en el fondo Secretaría de Guerra y Marina, volumen 323. No se había podido localizar el manuscrito original español, hasta que el 4 de noviembre de 2014 se informó del hallazgo en un archivo ubicado en Ecuador del manuscrito original en idioma español del documento.

## Antecedentes
Las reformas introducidas por los Borbones (especialmente por Carlos III) provocaron un sentimiento de frustración entre ciertas élites criollas, que creyeron amenazada su dominación social a causa de la pérdida del control de los cargos de la administración colonial a favor de funcionarios llegados de la península, además de tener que soportar una mayor presión fiscal y el reforzamiento del pacto colonial, que obligaba a las colonias a comerciar sólo con la metrópoli. Este sentimiento condujo a algunos de los miembros más ilustrados de las élites criollas, como el propio Simón Bolívar, a pensar que la solución a sus "agravios" era la independencia de la metrópoli (la misma solución que habían emprendido, con éxito, los protestantes de habla inglesa de las trece colonias británicas de América del Norte y que había dado nacimiento a los Estados Unidos).
Tras conocerse las “sucesiones de Bayona” (como llamó Bolívar a las abdicaciones de Bayona) de mayo de 1808, se formaron en las principales ciudades americanas, al igual que en la península, unas juntas que asumieron el poder en nombre del rey ausente, Fernando VII: la primera, en Quito (el 10 de agosto de 1809), que declaró la independencia. Estas juntas enviaron representantes a la Junta Suprema Central de Sevilla. La ruptura con la metrópoli se inició cuando algunas de ellas (en la ciudad de Bolívar, en abril de 1810) no reconocieron la autoridad de la Regencia que se formó en Cádiz, ya que, al haberse disuelto la Junta Suprema, volvían a quedarse sin representación en España y, por esta razón, se proclamaron independientes, destituyendo, a continuación, a las autoridades coloniales.
La ruptura se consumó definitivamente cuando, a principios de 1814, se conoció que Fernando VII había abolido la Constitución de 1812, poniendo fin así al intento de las Cortes de Cádiz de establecer una relación más igualitaria entre España y su imperio (proclamada en el artículo 1º de la Constitución que decía: «La Nación española es la reunión de todos los españoles de ambos hemisferios»), y que asimismo se proponía restaurar el orden colonial anterior a 1808 (entre otras razones, porque los impuestos procedentes de "las Indias" eran imprescindibles para restablecer el maltrecho estado de la Hacienda pública). Así, un ejército realista enviado desde la península desembarcó a principios de 1815 cerca de Caracas y rápidamente dominó Venezuela, ordenando confiscar los bienes de los criollos "patriotas" (entre ellos, los de Simón Bolívar) y, más tarde, Nueva Granada (actual Colombia), donde restableció la autoridad de la Monarquía. En mayo de 1815, Simón Bolívar huía de Cartagena de Indias y se exiliaba en la isla de Jamaica, la más importante colonia británica del Caribe, donde escribió la proclama independentista conocida como "Carta de Jamaica". Nueve años después, el proyecto de Bolívar se había hecho realidad y el Imperio español en América había dejado de existir (excepto sobre Cuba y Puerto Rico).

### Contexto ideológico

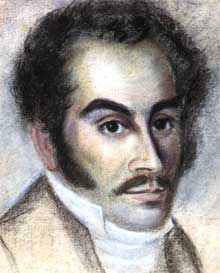
Retrato de Simón Bolívar en Haití (1816).

Alrededor de 1800, Bolívar estudió la política y las ideas de la época de la revolución en Francia. Bolívar, como muchos de los criollos, no era ajeno a las teorías sobre el derecho natural y el contrato social, y estas ideas eran pilares en su manejo político y en su defensa de la libertad y la igualdad, claras premisas ilustradas. 
En la Carta de Jamaica, se ve claramente la influencia de la Ilustración y sus grandes pensadores; Bolívar incluye conceptos de Montesquieu cuando habla de «despotismo oriental» para definir al Imperio español.
Bolívar tenía en Montesquieu a su autor favorito; para él, El espíritu de las leyes era una obra a la que recurría siempre a la hora de definir posturas y disertaciones sobre el futuro y presente de los pueblos coloniales sudamericanos.

Bolívar tuvo que diseñar su propia teoría de la liberación nacional y, como hemos señalado, esta fue una contribución a las ideas de la Ilustración, no una imitación de ellas.
John Lynch

Aunque la carta estaba originalmente dirigida a Henry Cullen, está claro que su objetivo fundamental era llamar la atención de la nación liberal más poderosa del siglo XIX, Gran Bretaña, a fin de que se decidiera a involucrarse en la independencia americana. No obstante, cuando los británicos finalmente accedieron al llamado de Bolívar, este prefirió la ayuda de Haití.

## Contenido
En la carta, Bolívar justifica la rebelión de los criollos «patriotas» de la América española y hace un llamado a continuar la lucha para alcanzar la independencia (ya que «rara vez la desesperación no ha arrastrado tras de sí la victoria»). Para ello, Bolívar recurre a dos argumentos.
El primero se refiere a la ruptura, por parte de la Monarquía, del contrato social, supuestamente pactado entre la Corona española y «los descubridores, conquistadores y pobladores de América» en tiempos de Carlos V (es decir, al inicio de la formación del Imperio en América), según el cual éstos tenían derecho a dirigir  los nuevos territorios, mientras la Corona se reservaba únicamente el «alto dominio» (como si se tratara de una propiedad feudal). Este contrato, según Bolívar, fue roto por la Corona —especialmente por la nueva dinastía de los Borbones— al imponer «leyes expresas que favorecen exclusivamente a los naturales del país originarios de España en cuanto a empleos civiles, eclesiásticos y de rentas» en detrimento de los criollos —los «naturales» que se han visto despojados «de la autoridad constitucional que les daba su código»—.
El segundo argumento se refiere a la política represiva adoptada por la Regencia, primero, y por Fernando VII, después (tras volver a asumir sus poderes absolutos en abril de 1814), respecto a las «juntas» americanas que se habían proclamado independientes tras las sucesiones de Bayona (la abdicación de Carlos IV y de Fernando VII a favor de Napoleón en mayo de 1808) y la posterior disolución de la Junta Suprema Central a principios de 1810, sustituida por una Regencia. Según Bolívar, esta política represiva había convertido a España de madre patria (que la Constitución de 1812 ha reconocido, al menos en teoría, a los criollos como españoles en igualdad de derechos que los peninsulares) en madrastra. Antes, afirma Bolívar, «todo lo que formaba nuestra esperanza, nos venía de España, pero ahora sucede lo contrario… y se nos quiere volver a las tinieblas…  ya hemos sido libres, y nuestros enemigos pretenden de nuevo esclavizarnos».